# Fernando Muslera
Néstor Fernando Muslera Micol (n. 16 iunie 1986, Buenos Aires, Argentina) este un fotbalist uruguayan, care joacă pe post de portar la Estudiantes în Primera División Argentina. Pe plan internațional, are prezențe la națională pentru Uruguay, Uruguay U17⁠(d) și Uruguay U20⁠(d).

## Cariera de club

### Uruguay
Muslera a început cariera sa profesională cu Montevideo Wanderers în 2004, a venit prin sistemul de tineret al clubului. După jocuri impresionante la Wanderers, giganții de la Nacional au optat pentru a-l împrumuta în 2006.
Chiar dacă a jucat la Nacional pentru un scurt timp, performanțele lui Muslera l-au făcut să fie curtat de cluburi europene ca Benfica, Juventus, Lazio și Arsenal.

## Palmares
Galatasaray
- Süper Lig: 2011–12, 2012–13, 2014–15, 2017–18, 2018–19, 2022–23, 2023–24, 2024–25
- Türkiye Kupası: 2013–14, 2014–15, 2015–16, 2018–19, 2024–25
- Supercupa Turciei: 2012, 2013, 2015, 2016, 2019, 2023

 S.S. Lazio
- Coppa Italia: 2009
- Supercoppa Italiana: 2009

 Uruguay
- Copa América: 2011